# 더니딘
더니딘(Dunedin, i/dʌˈniːdɪn/ 마오리어: Ōtepoti)은 뉴질랜드 남섬의 오타고 지방에 있는 도시이다.  스코틀랜드의 문화가 짙은 도시로, "남반구의 에딘버러"로 알려졌다.  남섬에서 두 번째로 큰 도시이고, 뉴질랜드 안에서는 6번째로 큰 도시이다.  19세기 중반부터 20세기 초반까지 더니딘은 뉴질랜드에서 제일 부유하고 가장 세력있고 발달이 된 도시였고, 눈에 띄는 학술, 상업, 정치적 지도자들의 불균형적인 수를 제공하였다.  뉴질랜드에서 제일 오래된 대학인 오타고 대학교(1869년에 설립)이 있다.

## 역사
1846년에 뉴질랜드 회사의 측량가 찰스 케틀에 의하여 스코틀랜드 자유 교회의 정착자들을 위해 설계되었다.  1848년에 첫 344명의 정착자들이 도착하였다.  그 당시에 지명은 "뉴에딘버러(New Edinburgh)"였고, 후에 그 켈트족의 말로 더니딘으로 고쳤다.  그래서 더니딘은 스코틀랜드의 문화에 의하여 영향을 받았으며, 스코틀랜드의 시인 로버트 번스의 동상이 세워지고, 위스키 증류업이 발달하게 되었다.  더니든 시민의 대부분은 장로교에 속하는 편이다.

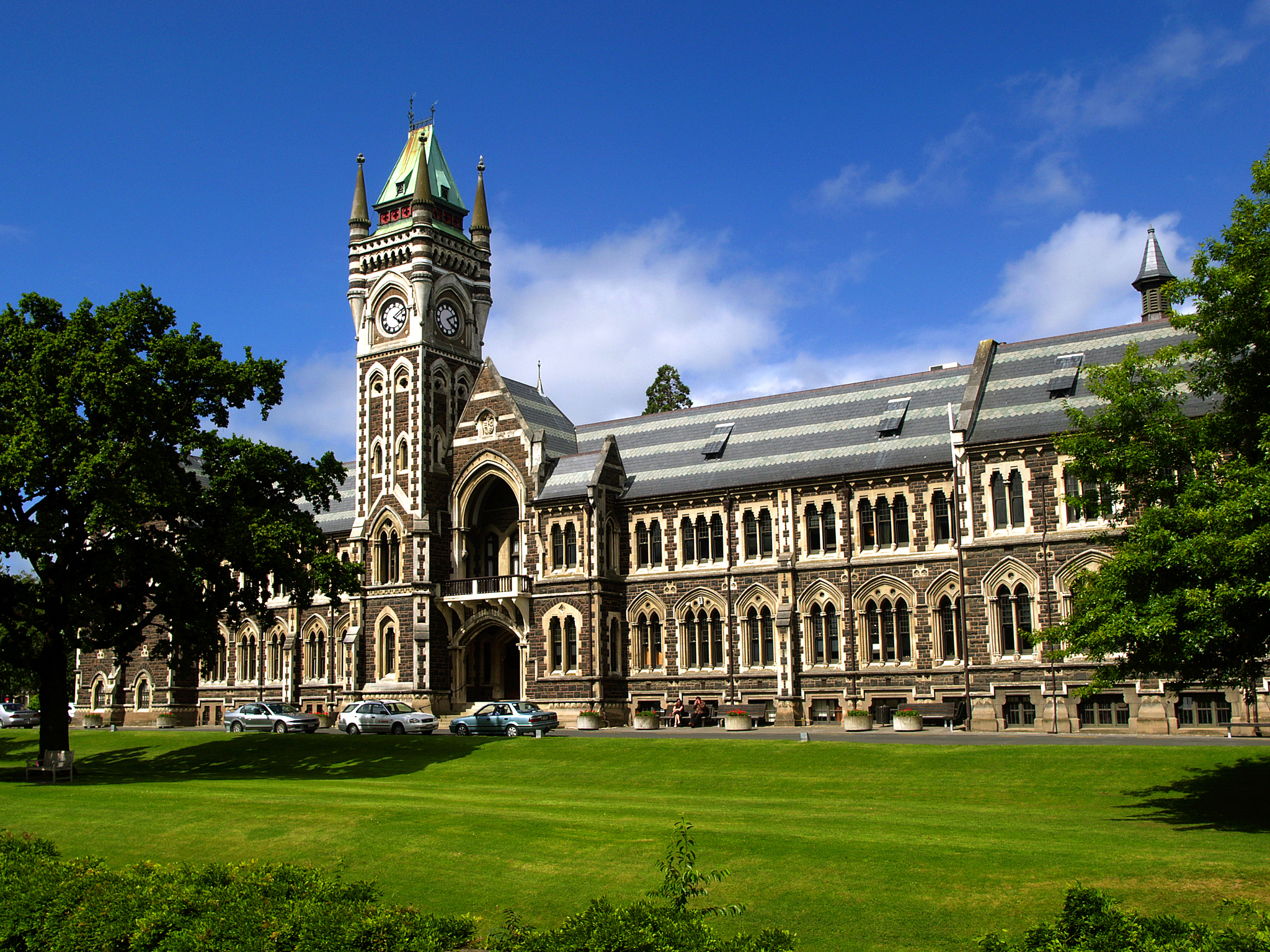
오타고 대학교

1861년에 중부 오타고에서 금 채굴이 일어나자, 중국인들이 정착하였다.  1865년에 산업이 발달하면서 인구가 2,000명에서 10,000명으로 늘어났다.  더니딘은 나라에서 가장 큰 상공업의 중심지였다.  1869년에 뉴질랜드의 첫 대학교이자, 의학 교육의 중심인 오타고 대학교가 세워졌다.  그 외에 많은 역사적 건물과 특유의 공원들이 남아있다.

## 교통

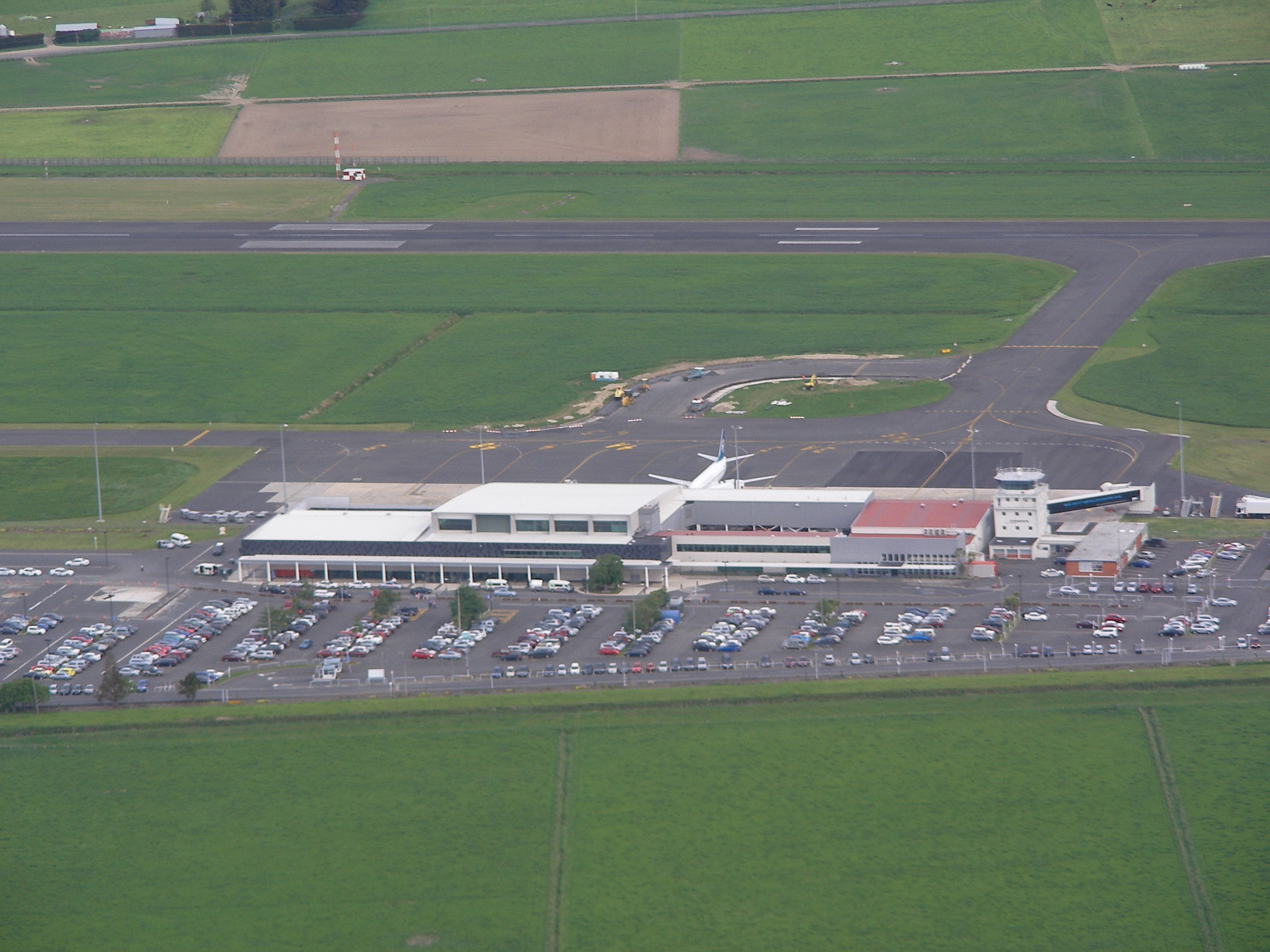
하늘에서 찍은 더니든 국제공항

항공교통으로는 더니든 국제공항이 있다.

## 인구
| 연도  | 인구    | ±% p.a. |
| ----- | ------- | ------- |
| 2006  | 118,683 | —       |
| 2013  | 120,249 | +0.19%  |
| 2018  | 126,255 | +0.98%  |
| 출처: |         |         |

## 기후
| Dunedin (1981–2010)의 기후 | Dunedin (1981–2010)의 기후 | Dunedin (1981–2010)의 기후 | Dunedin (1981–2010)의 기후 | Dunedin (1981–2010)의 기후 | Dunedin (1981–2010)의 기후 | Dunedin (1981–2010)의 기후 | Dunedin (1981–2010)의 기후 | Dunedin (1981–2010)의 기후 | Dunedin (1981–2010)의 기후 | Dunedin (1981–2010)의 기후 | Dunedin (1981–2010)의 기후 | Dunedin (1981–2010)의 기후 | Dunedin (1981–2010)의 기후 |
| 월                         | 1월                        | 2월                        | 3월                        | 4월                        | 5월                        | 6월                        | 7월                        | 8월                        | 9월                        | 10월                       | 11월                       | 12월                       | 연간                       |
| -------------------------- | -------------------------- | -------------------------- | -------------------------- | -------------------------- | -------------------------- | -------------------------- | -------------------------- | -------------------------- | -------------------------- | -------------------------- | -------------------------- | -------------------------- | -------------------------- |
| 일평균 최고 기온 °C (°F)   | 18.9 (66.0)                | 18.6 (65.5)                | 17.3 (63.1)                | 15.3 (59.5)                | 12.7 (54.9)                | 10.6 (51.1)                | 10.0 (50.0)                | 11.2 (52.2)                | 13.2 (55.8)                | 14.7 (58.5)                | 16.1 (61.0)                | 17.3 (63.1)                | 14.6 (58.3)                |
| 일일 평균 기온 °C (°F)     | 15.3 (59.5)                | 15.0 (59.0)                | 13.7 (56.7)                | 11.7 (53.1)                | 9.3 (48.7)                 | 7.3 (45.1)                 | 6.6 (43.9)                 | 7.7 (45.9)                 | 9.5 (49.1)                 | 10.9 (51.6)                | 12.4 (54.3)                | 13.9 (57.0)                | 11.1 (52.0)                |
| 일평균 최저 기온 °C (°F)   | 11.6 (52.9)                | 11.5 (52.7)                | 10.2 (50.4)                | 8.2 (46.8)                 | 5.9 (42.6)                 | 4.0 (39.2)                 | 3.1 (37.6)                 | 4.2 (39.6)                 | 5.9 (42.6)                 | 7.2 (45.0)                 | 8.6 (47.5)                 | 10.4 (50.7)                | 7.6 (45.7)                 |
| 평균 강수량 mm (인치)      | 72.9 (2.87)                | 67.8 (2.67)                | 64.0 (2.52)                | 50.9 (2.00)                | 64.7 (2.55)                | 57.9 (2.28)                | 57.1 (2.25)                | 55.7 (2.19)                | 48.3 (1.90)                | 61.7 (2.43)                | 56.4 (2.22)                | 80.2 (3.16)                | 737.6 (29.04)              |
| 평균 강수일수 (≥ 1.0 mm)   | 9.7                        | 8.5                        | 8.9                        | 8.3                        | 9.8                        | 9.4                        | 9.3                        | 9.6                        | 8.7                        | 10.1                       | 10.0                       | 12.0                       | 114.2                      |
| 평균 상대 습도 (%)         | 74.2                       | 77.6                       | 77.1                       | 76.9                       | 79.5                       | 79.7                       | 80.2                       | 77.6                       | 72.1                       | 71.6                       | 70.6                       | 73.2                       | 75.9                       |
| 평균 월간 일조시간         | 179.6                      | 158.0                      | 146.1                      | 125.9                      | 108.4                      | 95.3                       | 110.6                      | 122.2                      | 136.8                      | 165.5                      | 166.9                      | 168.3                      | 1,683.7                    |
| 출처: NIWA Climate Data    |                            |                            |                            |                            |                            |                            |                            |                            |                            |                            |                            |                            |                            |

## 자매결연도시
- 스코틀랜드 에든버러
- 일본 오타루시
- 중국 상하이시
- 대한민국 인천광역시
- 미국 시카고
- 대한민국 진안군